# Zone-Redningskorpset
Zone-Redningskorpset var en dansk redningskoncern stiftet i 1930 af udbrydere af Falcks Zone-Brand-Væsen. Falck og Zonen udkæmpede i over 30 år en hård konkurrence, der for Zonens vedkommende betød udvikling af bl.a  ambulanceflyvetjeneste i 1939. 
Den 1. januar 1963 opkøbte konkurrenten Falck aktierne i Zone-Redningskorpset. Officielt blev de to redningskorps fusioneret til "Falck-Zonen", men i virkeligheden overtog Falck Zone-Redningskorpset. I 1977 blev navnet forkortet til blot "Falck".
Zonens Flyvetjeneste havde sit domicil på Ulrik Birchs Allé i København i årene 1942-1962.